# Алколу (Південна Кароліна)
Алколу (англ. Alcolu) — переписна місцевість (CDP) в США, в окрузі Клерендон штату Південна Кароліна. Населення — 402 особи (2020).

## Географія
Алколу розташований за координатами 33°45′33″ пн. ш. 80°13′30″ зх. д. / 33.75917° пн. ш. 80.22500° зх. д. (33.759120, -80.224892).  За даними Бюро перепису населення США в 2010 році переписна місцевість мала площу 11,84 км², з яких 11,78 км² — суходіл та 0,06 км² — водойми.

## Демографія
Згідно з переписом 2010 року, у переписній місцевості мешкало 429 осіб у 165 домогосподарствах у складі 120 родин. Густота населення становила 36 осіб/км².  Було 207 помешкань (17/км²).
Расовий склад населення:
| - 52,0 % — чорних або афроамериканців - 45,2 % — білих - 0,7 % — азіатів - 1,2 % — осіб інших рас |

До двох чи більше рас належало 0,9 %. Частка іспаномовних становила 3,3 % від усіх жителів.
За віковим діапазоном населення розподілялося таким чином: 24,5 % — особи молодші 18 років, 60,6 % — особи у віці 18—64 років, 14,9 % — особи у віці 65 років та старші. Медіана віку мешканця становила 39,5 року. На 100 осіб жіночої статі у переписній місцевості припадало 79,5 чоловіків;  на 100 жінок у віці від 18 років та старших — 86,2 чоловіків також старших 18 років.
Середній дохід на одне домашнє господарство  становив 33 864 долари США (медіана — 23 750), а середній дохід на одну сім'ю — 45 019 доларів (медіана — 40 417). За межею бідності перебувало 34,0 % осіб, у тому числі 32,7 % дітей у віці до 18 років та 17,4 % осіб у віці 65 років та старших.
Цивільне працевлаштоване населення становило 146 осіб. Основні галузі зайнятості: освіта, охорона здоров'я та соціальна допомога — 30,1 %, роздрібна торгівля — 22,6 %, сільське господарство, лісництво, риболовля — 15,1 %, виробництво — 14,4 %.